# Gehlberg

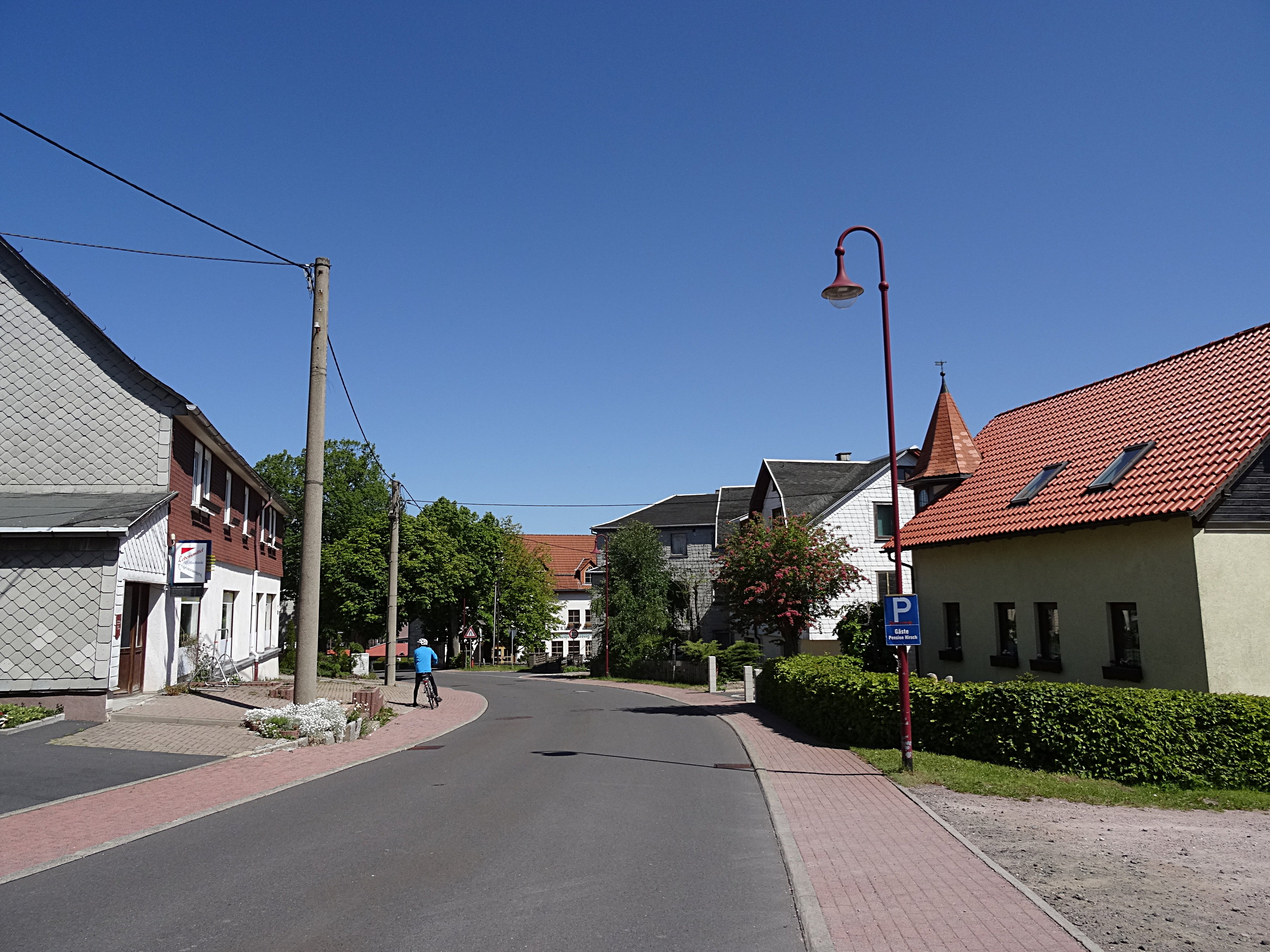
Im Ort

Gehlberg ist ein Ortsteil der kreisfreien Stadt Suhl in Thüringen in Deutschland. Der Ort liegt im Thüringer Wald.

## Geografie
Gehlberg liegt am Nordhang des Thüringer Waldes auf einer Hochfläche zwischen den Tälern von Wilder und Zahmer Gera im Thüringer Wald. Der Ort erstreckt sich von etwa 680 bis 750 Metern Höhe. Der vom restlichen Dorf getrennte Ortsteil Gehlberger Grund liegt auf etwa 600 Metern Höhe im Tal des Langen Bachs. Der Rennsteig verläuft zwei Kilometer südlich vom Ort. Etwa einen Kilometer westlich liegt der 978 Meter hohe Schneekopf, der zweithöchste Berg Thüringens. Gehlberg ist von ausgedehnten Fichtenwäldern umgeben; während des Orkans Kyrill im Januar 2007 ereigneten sich hier zum Teil sehr starke Forstschäden.
Zum Ortsgebiet von Gehlberg gehört neben dem Schneekopf u. a. auch die Schmücke.

### Nachbarorte
Gehlberg ist von großen Fichtenwaldflächen umgeben. Die nächstgelegenen Orte im Uhrzeigersinn, beginnend im Norden sind: Geratal, Elgersburg, Ilmenau (alle Ilm-Kreis), Schmiedefeld am Rennsteig, Goldlauter-Heidersbach, Suhl (alle kreisfreie Stadt Suhl) und Oberhof (Landkreis Schmalkalden-Meiningen).
Die Entfernung zum nächstgelegenen Nachbarort Gräfenroda beträgt auf der Straße knapp zehn Kilometer, womit Gehlberg zu den isoliertesten Orten in Deutschland gehört.

## Geschichte

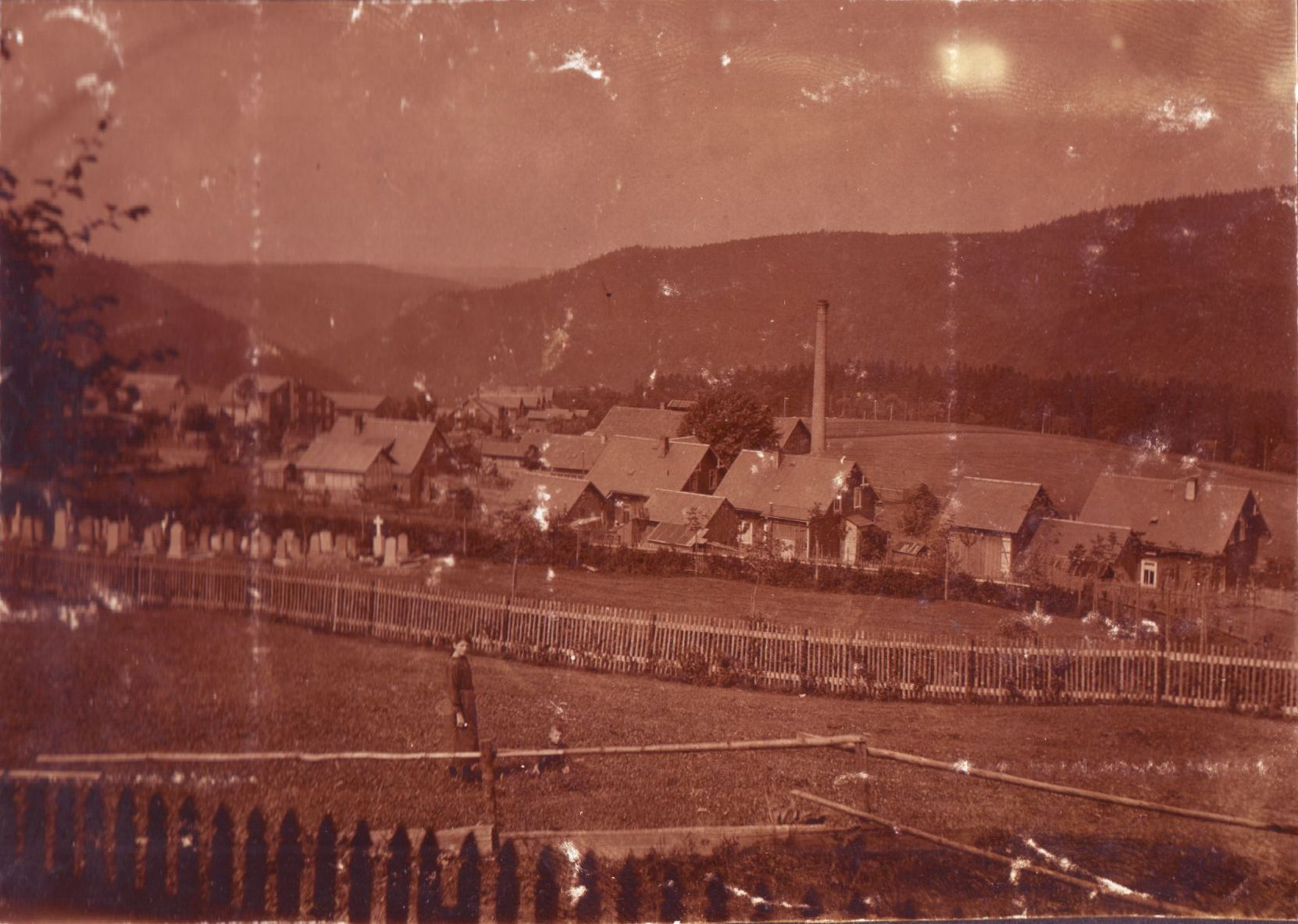
Historische Ortsansicht (1916)

Gehlberg wurde 1645 im Zuge des Baues einer von Herzog Ernst I. von Sachsen-Gotha privilegierten Glashütte im Amt Schwarzwald gegründet. Die erste Glashütte des Dorfes wurde von den beiden aus Fehrenbach stammenden Glasmeistern Hans Holland und David Schmidt gegründet. Der Ort, der zunächst nur aus zwei Wohnhäusern nebst Back- und Brauhaus sowie Schneidemühle bestand, ist damit die jüngste Ortsgründung im heutigen Ilm-Kreis. 1793 wurden 169 Einwohner gezählt, 1820 waren es 230. Nachdem 1821 der Bau einer Hohlglasfabrik in Gehlberg genehmigt wurde, produzierte man dort ab 1842 Tafelglas. Die Fabrik wurde zum wichtigsten Arbeitgeber des Ortes. Gehlberg wurde noch im 19. Jahrhundert zu einem Zentrum der Herstellung von Thermometern und technischen Glasartikeln für Messgeräte.
Speziell geformtes Glas war die Voraussetzung von zunächst noch in Handarbeit gefertigten Röntgenröhren und vergleichbaren Elektronenstrahlröhren. Auch auf diesem Gebiet besaßen Gehlberger Unternehmen (Firma Gundelach) zunächst einen hohen Marktanteil. 1875 waren 120 von etwa 450 Einwohnern dort beschäftigt. Die industrielle Glasproduktion wurde auch zu DDR-Zeiten in einer eigenen Glashütte fortgeführt und erst 1990 eingestellt. Bis heute gilt Gehlberg als Glasmacher-Ort.
Gehlberg gehörte bis 1918 zum Herzogtum Sachsen-Coburg und Gotha, bis 1920 zum Freistaat Sachsen-Gotha, zwischen 1922 und 1952 zum Thüringer Landkreis Arnstadt, bis 1994 zum Kreis Suhl-Land und bis 2019 zum Ilm-Kreis und zur Verwaltungsgemeinschaft Oberes Geratal.
Nachdem bereits im Januar 2018 der Gemeinderat beschlossen hatte, sich der kreisfreien Stadt Suhl anzuschließen und auch am 21. März der Stadtrat von Suhl für eine Eingemeindung der Gemeinde stimmte, votieren am 28. Oktober 2018 bei einem Bürgerentscheid 219 von 383 Gehlbergern (57,3 %) für einen Wechsel nach Suhl. Die Eingliederung wurde am 1. Januar 2019 vollzogen.

### Einwohnerentwicklung
| Jahr | Einwohnerzahl |
| ---- | ------------- |
| 1843 | 0.225         |
| 1939 | 1.042         |
| 1989 | 0.821         |
| 2005 | 0.778         |
| 2010 | 0.652         |
| 2015 | 0.505         |
| 2018 | 0.487         |
| 2020 | 0.485         |

 Datenquelle: ab 1994 Thüringer Landesamt für Statistik – Werte vom 31. Dezember

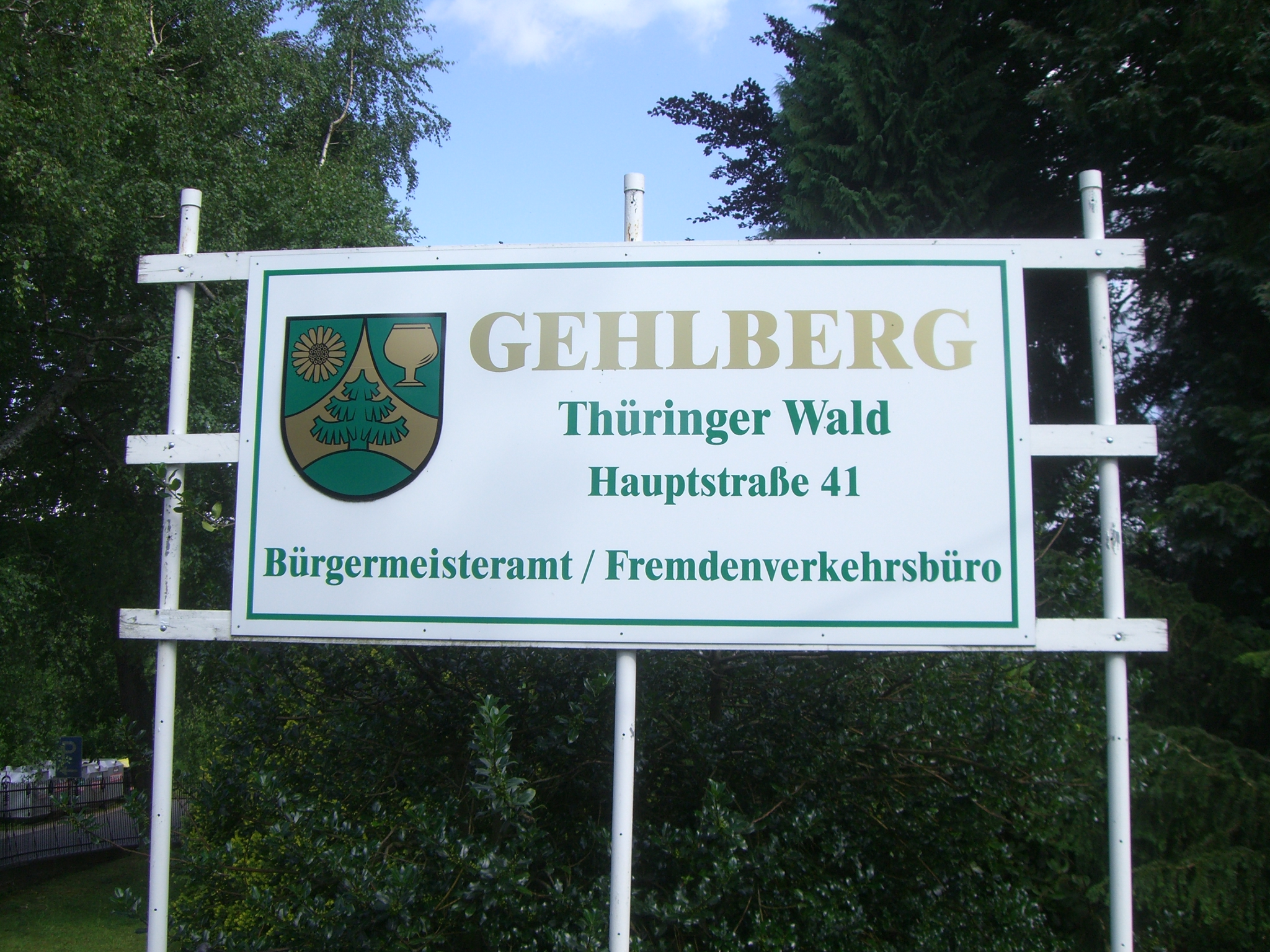
Schild mit Wappen im Ortskern

## Politik

### Ehemaliger Gemeinderat
Der ehemalige Rat der Gemeinde Gehlberg bestand aus acht Mitgliedern.
- Schneekopfverein Gehlberg e. V.: 2 Sitze
- Wählergruppe Fasching und Kirmesverein Gehlberg: 1 Sitz
- Wählergruppe pro Gehlberg: 5 Sitze

(Stand: 16. Juni 2017)

### Ortsteilbürgermeister
Bei der Wahl zum Ortsteilbürgermeister am 12. Juni 2022 bekam Rainer Gier knapp 96 % der abgegebenen gültigen Stimmen (Wahlbeteiligung: 42,4 %). Er konnte sein Amt somit verteidigen, einen Herausforderer hatte es nicht gegeben.

### Wappen
Das Wappen wurde am 14. Mai 1992 genehmigt.
Blasonierung: „In Grün eine erhöhte eingeschweifte goldene Spitze, darin auf einem grünen Hügel wachsend eine grüne Fichte; oben vorn eine goldene Blüte, oben hinten ein goldenes Kelchglas.“
Die Geschichte Gehlbergs begann 1645 mit der Gründung einer Glashütte, die die Grundlage für die wirtschaftliche Entwicklung bildete. Fichte und Arnikablüte verweisen auf die Wälder rund um den Ort.
Das Wappen wurde von dem Heraldiker Frank Diemar gestaltet.

### Ortspartnerschaften
- Breuna in Hessen

## Kultur und Sehenswürdigkeiten
Ein Faltblatt der Touristinformation unterrichtet über einige historische Gebäude des Ortes.

### Bergkirche

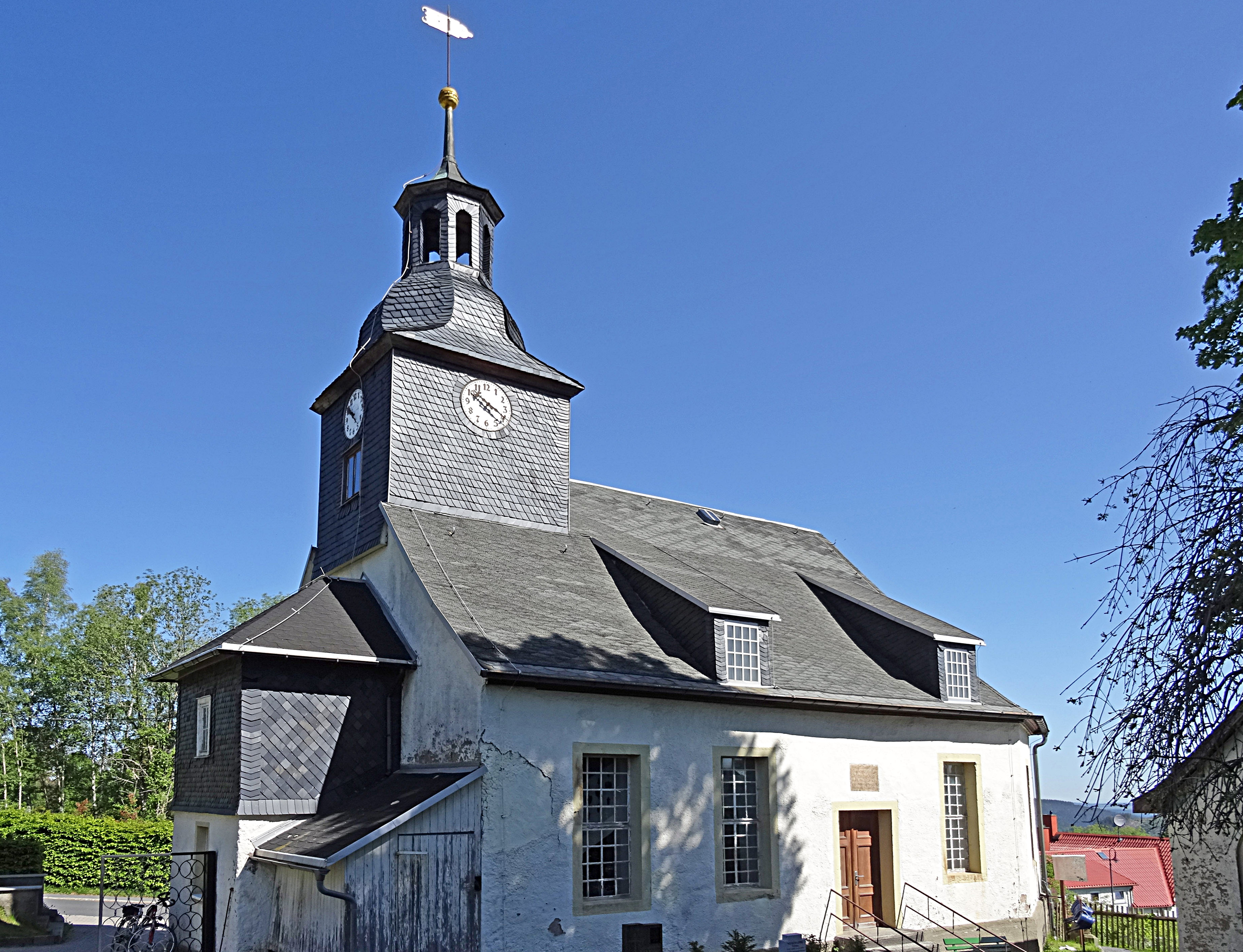
Bergkirche

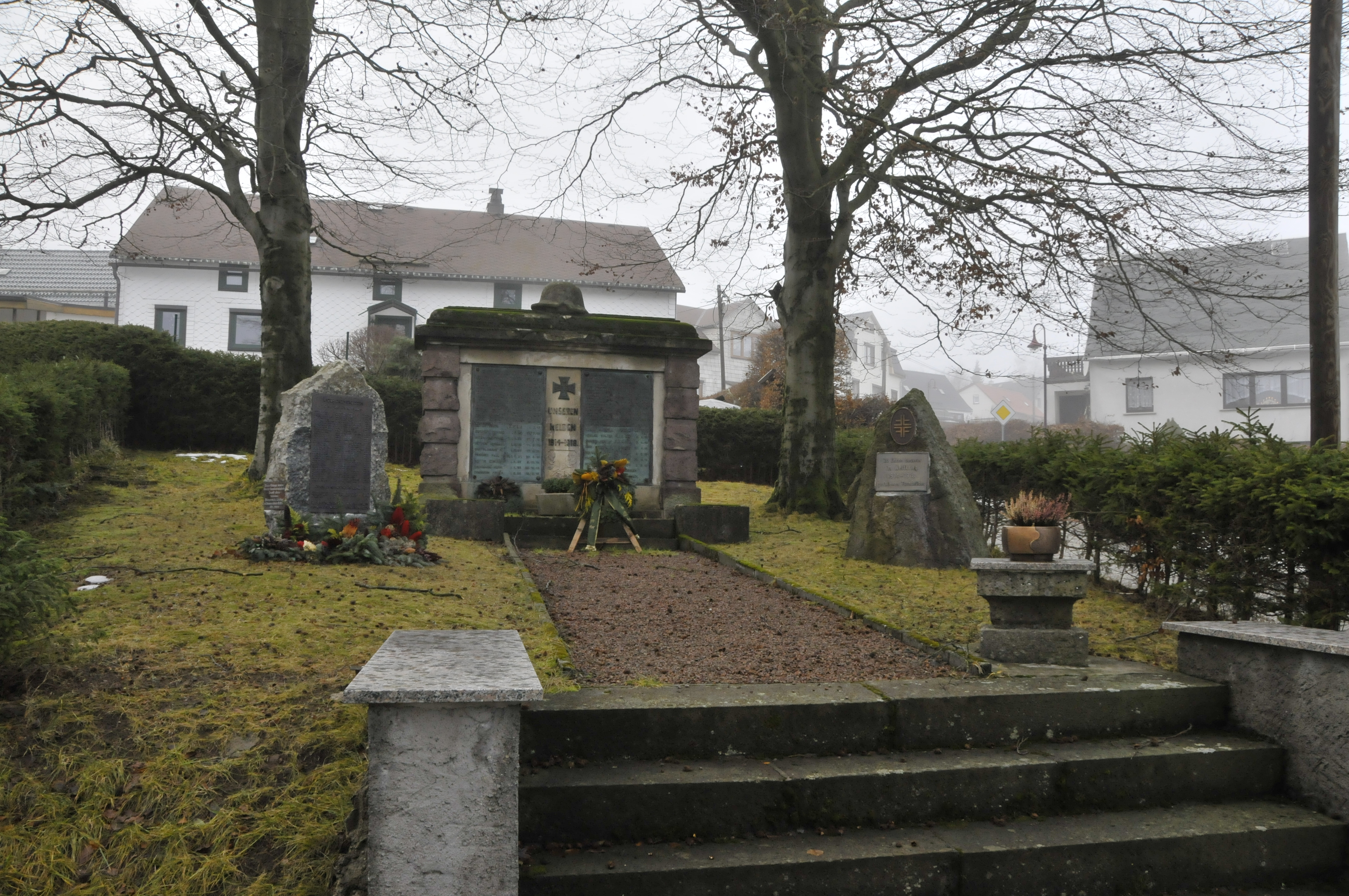
Gefallenendenkmal vor der Bergkirche

Die Bergkirche wurde 1751 als vermutlich letztes Werk des gothaischen Oberlandbaumeisters Johann Erhard Straßburger errichtet. Der Grundstein wurde am 15. September 1749 gelegt. Die erste Predigt am 19. April 1754 konnte der Architekt nicht mehr hören, da er drei Monate vorher in Gotha verstorben war.
Die Kirche erhielt 1857 eine neue Orgel aus der Werkstatt von Friedrich und Guido Knauf. 1859 wurde das Holzschindeldach gegen ein Schieferdach ausgetauscht. 1938 entstand eine neue Emporenbemalung mit Flora- und Faunamotiven des Thüringer Waldes; der Flügelaltar des Malers Ludwig Treß stammt aus dem Jahr 1952 und zeigt biblische Motive. Ein Holzhaus (Haus zur Gottestreue), das später als Pfarr- und Gemeindehaus fungierte, erhielt die Kirchgemeinde 1962 von der Lutherischen Kirche Finnlands; da der Ort keine eigene Pfarrstelle mehr besitzt, wird es heute als Kindergarten genutzt (Haselbrunnstraße). Die Kirchgemeinde gehört dem Kirchspiel Gräfenroda an.

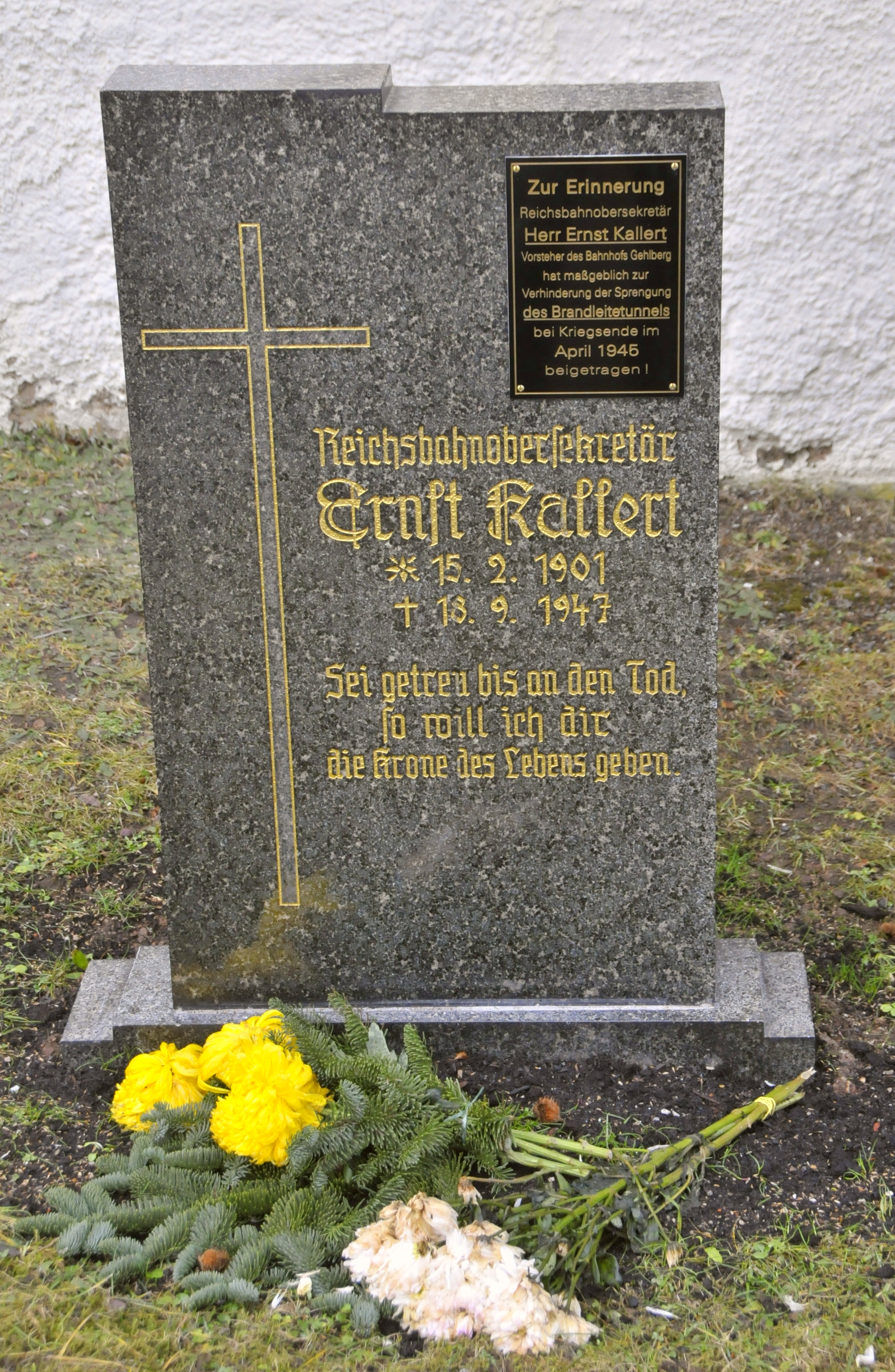
Grabstein von Kallert in Gehlberg

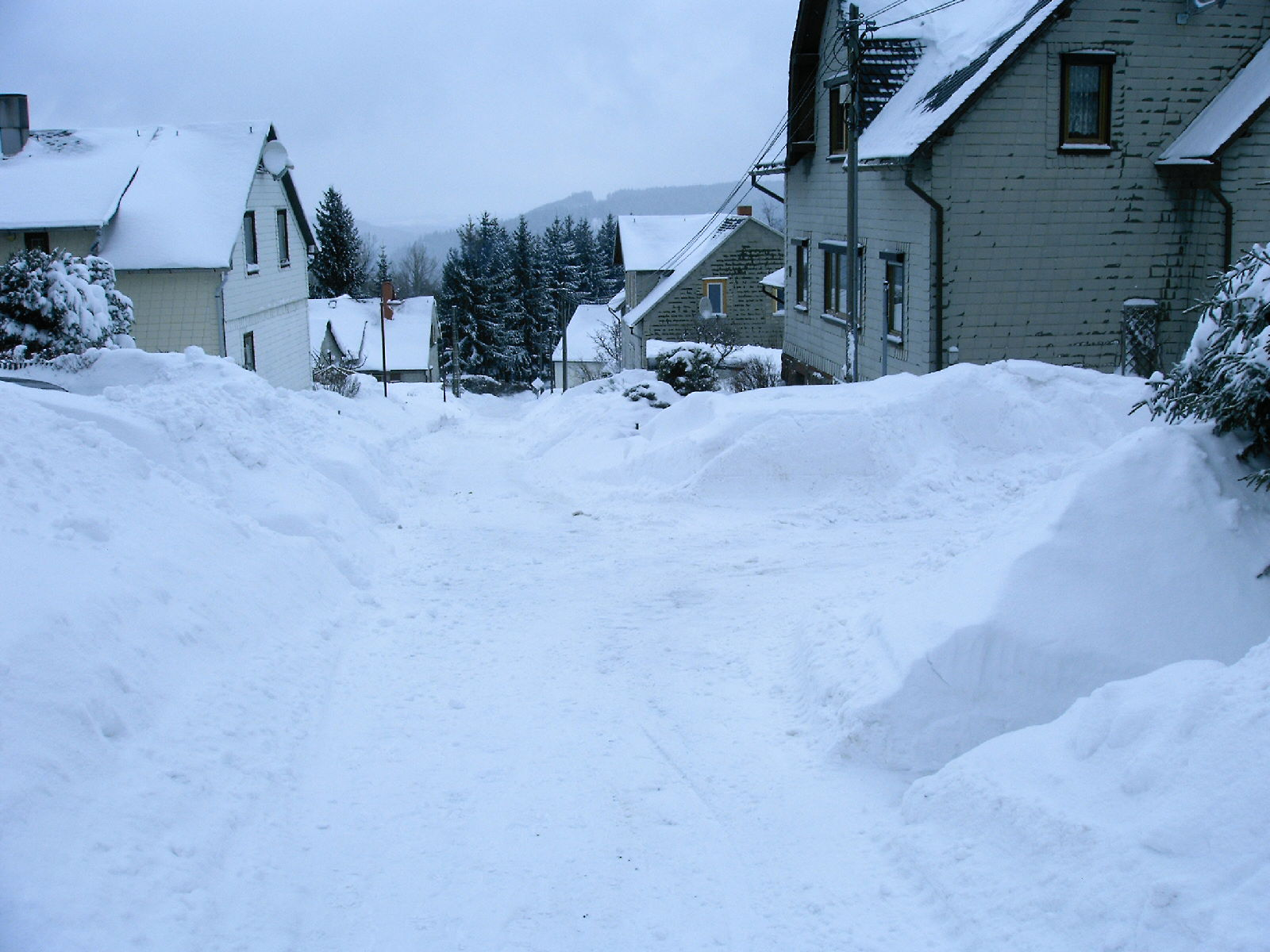
Waldstraße im Winter

Ende des Zweiten Weltkriegs, im April 1945, sollte der Brandleitetunnel gesprengt werden. Der Reichsbahnobersekretär Ernst Kallert (1901–1947), dessen Grabstein auf dem Friedhof in Gehlberg diese Information trägt, soll maßgeblich dazu beigetragen haben, dass das Vorhaben nicht in die Tat umgesetzt wurde.

### Museen
- Museum der Gehlberger Glastradition in der Ortsmitte
- Wilderermuseum

### Ausflugsziele
- In vier Kilometern Entfernung befindet sich am Rennsteig die zu Gehlberg gehörende Schmücke. Mit 916 Metern über dem Meeresspiegel ist die Ausflugsgaststätte das höchstgelegene Gasthaus am Rennsteig.
- Zu den wichtigsten Wanderzielen in der Umgebung Gehlbergs gehört nach dem Abzug sowjetischer Truppen Anfang der 1990er Jahre auch wieder der 978 Meter hohe Schneekopf mit einem in den Jahren 2007/2008 wiedererrichteten Aussichtsturm und der 2010 eröffneten Bergbaude. Jährlich finden dort das Schneekopffest und das Jägersteinfest statt, zu dem sich tausende Gäste auf dem Gipfel einfinden.
- Zwischen Gehlberg und dem Gabelbachskopf wurde der Natur- und Erlebnisweg Gehlberg angelegt und ausgeschildert.

## Wirtschaft und Verkehr

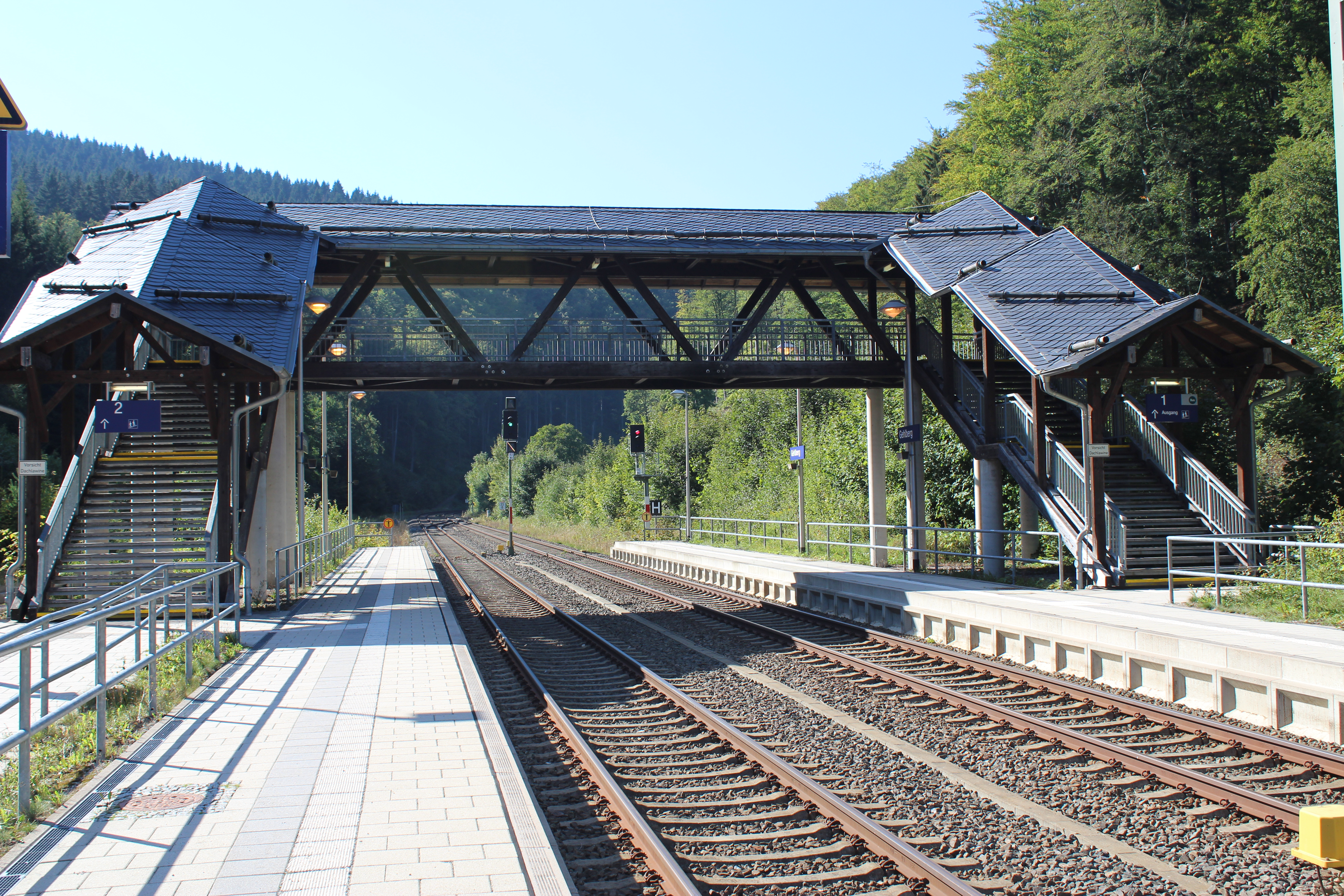
Bahnhof Gehlberg (2018)

Gehlberg war seit der Gründung ein Glasmacherdorf. Die Glasindustrie existierte bis 1990, heute gibt es noch einzelne kunsthandwerkliche Glasbläser. Während der DDR-Zeit war Gehlberg ein stark frequentierter FDGB-Ferienort. Als staatlich anerkannter Erholungsort besitzt die Gemeinde mehrere Hotels und Pensionen; Tourismus ist der wichtigste Wirtschaftszweig im Ort.
Gehlberg liegt an der Straße Schmücke–Gräfenroda, wobei die Straßenanbindung aufgrund der Topografie sehr umwegig ist. So beträgt die Wegstrecke auf der Straße ins (Luftlinie) neun Kilometer östlich gelegene Ilmenau 23 Kilometer und ins zehn Kilometer südwestlich gelegene Suhl 25 Kilometer. Der Ort besitzt auch einen Bahnhof an der Strecke Neudietendorf–Ritschenhausen, die einen Teilabschnitt der Verbindung zwischen Erfurt und Würzburg darstellt. Der Bahnhof liegt etwa einen Kilometer nordwestlich im Tal der Wilden Gera im Gehlberger Grund, kurz vor dem Portal des Brandleitetunnels, welcher beim seit Dezember 2017 aufgelassenen Bahnhof Oberhof endet.

## Persönlichkeiten
- Hans Kehr (1862–1916), Chirurg, Begründer der Gallenwegschirurgie in Deutschland, wirkte als Mäzen in Gehlberg, wo er sich 1908 eine Sommerresidenz erbauen ließ, das noch heute existierende „Glöckchen im Tal“. Auch Kehrs Grabstätte befindet sich auf dem Grundstück. Zum Gedenken wurde ein Aussichtsfelsen nordöstlich von Gehlberg am Bettelmannskopf in „Hans-Kehr-Stein“ umbenannt. Seit einigen Jahren findet sich dort auch eine von einem Ärzte-Symposium in Suhl gestiftete Gedenktafel.
- Rudi Gering (1917–1998), Skispringer und Unternehmer, wurde in Gehlberg geboren und wuchs dort auf. Er hielt zwischen 1941 und 1948 den Skiflugweltrekord.
- Ralf Schenk (1956–2022), Filmkritiker und -historiker mit Fokus auf die DEFA, wuchs in Gehlberg auf.